# Dels Alocs a Fornells
Dels Alocs a Fornells este o arie protejată (sit de importanță comunitară — SCI, arie de protecție specială avifaunistică — SPA) din Spania întinsă pe o suprafață de 2.696,27 ha, integral pe uscat.

## Localizare
Centrul sitului Dels Alocs a Fornells este situat la coordonatele 40°03′00″N 4°03′28″E / 40.0501°N 4.0579°E.

## Înființare
Situl Dels Alocs a Fornells a fost declarat arie de protecție specială avifaunistică în martie 2006 pentru a proteja 3 specii de plante și 57 de specii de animale. Situl a fost protejat și ca sit de importanță comunitară în iulie 2000.

## Biodiversitate
Situată în ecoregiunea mediteraneană, aria protejată conține 21 de habitate naturale: Phrygana endemică cu Euphorbio-Verbascion, Dune cu tufărișuri sclerofile Cisto-Lavenduletalia, Formațiuni scunde de Euphorbia în apropierea falezelor, Stepe sărăturate mediteraneene (Limonietalia), Depresiuni intradunale umede, Tufărișuri termo-mediteraneene și de pre-deșert, Galerii și tufărișuri riverane sudice (Nerio-Tamaricetea și Securinegion tinctoriae), Pajiști uscate europene, Iazuri temporare mediteraneene, Dune mobile cu vegetație embrionară, Faleze cu vegetație de Limonium spp. endemic de pe coastele mediteraneene, Vegetație anuală la limita mareei, Dune de pe litoral fixate cu Crucianellion maritimae, Dune mobile de-a lungul țărmului cu Ammophila arenaria („dune albe”), Dune cu vegetație ierboasă Brachypodietalia cu specii anuale, Păduri de Quercus ilex și Quercus rotundifolia, Tufărișuri halofile mediteraneene și termo-atlantice (Sarcocornetea fruticosi), Pante stâncoase calcaroase cu vegetație casmofită, Lagune de coastă, Lande oro-mediteraneene cu formațiuni endemice de grozamă, Pășuni mediteraneene udate de apa mării (Juncetalia maritimi).
La baza desemnării sitului se află mai multe specii protejate:
- plante (3): Anthyllis hystrix, Carduncellus balearicus, Paeonia cambessedesii
- păsări (53): fluierar de munte (Actitis hypoleucos), ciocârlie-de-câmp (Alauda arvensis), Alectoris rufa, lăstunul mare (Apus apus), Apus pallidus, pasărea ogorului (Burhinus oedicnemus), ciocârlie-cu-degete-scurte (Calandrella brachydactyla), Calonectris diomedea, caprimulg (Caprimulgus europaeus), cânepar (Carduelis cannabina), sticlete (Carduelis carduelis), florinte (Chloris chloris), porumbel (Columba livia), corb (Corvus corax), prepeliță (Coturnix coturnix), presură sură (Emberiza calandra), măcăleandru (Erithacus rubecula), șoim călător (Falco peregrinus), vânturel roșu (Falco tinnunculus), vânturel de seară (Falco vespertinus), muscar negru (Ficedula hypoleuca), Galerida theklae, acvilă pitică (Hieraaetus pennatus), piciorong (Himantopus himantopus), sfrâncioc cu cap roșu (Lanius senator), Larus michahellis, mierlă albastră (Monticola solitarius), codobatură galbenă (Motacilla alba), codobatură de munte (Motacilla cinerea), muscar sur (Muscicapa striata), vultur egiptean (Neophron percnopterus), pietrar mediteranean (Oenanthe hispanica), pietrar sur (Oenanthe oenanthe), ciuf-pitic (Otus scops), vultur pescar (Pandion haliaetus), pițigoi mare (Parus major), vrabie (Passer domesticus), Phalacrocorax aristotelis desmarestii, codroș de munte (Phoenicurus ochruros), codroșul de pădure (Phoenicurus phoenicurus), pitulice de munte (Phylloscopus collybita), Puffinus puffinus mauretanicus, mărăcinar (Saxicola rubetra), mărăcinar negru (Saxicola torquatus), turturică (Streptopelia turtur), graur (Sturnus vulgaris), silvie cu cap negru (Sylvia atricapilla), silvie de tufiș (Sylvia undata), mierlă (Turdus merula), sturz-cântător (Turdus philomelos), strigă (Tyto alba), pupăză (Upupa epops), nagâț (Vanellus vanellus)
- nevertebrate (1): croitorul mare al stejarului (Cerambyx cerdo)
- reptile (3): țestoasa de baltă (Emys orbicularis), Podarcis lilfordi, țestoasă bănățeană (Testudo hermanni)